# Viktorija Mirošničenko
Viktorija Alekseevna Mirošničenko (in russo Виктория Алексеевна Мирошниченко?; Irkutsk, 17 maggio 1994) è un'attrice russa, meglio nota per il suo ruolo d'esordio nel film La ragazza d'autunno.

## Biografia
Ancora una studentessa all'Università russa di arti teatrali, all'età di 24 anni viene scelta da Kantemir Balagov come protagonista del film La ragazza d'autunno (2019), il suo primo ruolo d'attrice professionista. Sia il film che l'interpretazione di Mirošničenko ricevono il plauso della critica e diversi riconoscimenti internazionali, tra cui una candidatura agli European Film Awards come miglior attrice protagonista. Lo stesso anno, l'Hollywood Reporter la inserisce nella sua lista dei "dieci attori europei da tenere d'occhio", scrivendo: «impossibile distogliere lo sguardo dalla protagonista Viktorija Mirošničenko [...] torreggiante ed eterea» e paragonandola per presenza scenica a Tilda Swinton e Gwendoline Christie. Nel 2024 recita al fianco di Ben Whishaw nel film Limonov.

## Filmografia
- La ragazza d'autunno (Dylda), regia di Kantemir Balagov (2019)
- Na blizkom rasstojanii, regia di Grigorij Dobrygin (2022)
- Skazka dlja starych, regia di Fëdor Lavrov and Roman Michajlov (2022)
- Belyj spisok, regia di Alisa Chazanova (2023)
- Limonov, regia di Kirill Serebrennikov (2024)

## Riconoscimenti
- European Film Awards
  - 2019 – Candidatura alla miglior attrice per La ragazza d'autunno
- Torino Film Festival
  - 2019 – Miglior attrice per La ragazza d'autunno

## Doppiatrici italiane
Nelle versioni in italiano dei suoi film, Viktorija Mirošničenko è stato doppiato da:
- Giorgia Brasini ne La ragazza d'autunno
- Valentina Favazza in Limonov